# Francolinus
Francolinus – rodzaj ptaków z podrodziny bażantów (Phasianinae) w obrębie rodziny kurowatych (Phasianidae).

## Zasięg występowania
Rodzaj obejmuje gatunki występujące w Azji.

## Morfologia
Długość ciała 31–36 cm; masa ciała 227–566 g (samce są większe i cięższe od samic).

## Systematyka

### Etymologia
- Francolinus: fr. Francolin „frankolin”, od wł. Francolino „kurka, mała kura”[6].
- Attagen: łac. attagen, attagenis „ptak łowny”, od gr. ατταγην attagēn, ατταγηνος attagēnos „frankolin” (por. średniowiecznołac. attagines „pardwa”). Ptak ten był wymieniany przez wielu autorów klasycznych i pomimo licznych wcześniejszych identyfikacji, panuje ogólna zgoda, że jest to frankolin obrożny[7]. Gatunek typowy: Tetrao francolinus Linnaeus, 1766.
- Mustoxydes: Andreas Mustoxydis (1785–1860) – grecki uczony, filolog, historyk[8].

### Podział systematyczny
Do rodzaju należą następujące gatunki:
- Francolinus pintadeanus (Scopoli, 1786) – frankolin chiński
- Francolinus francolinus (Linnaeus, 1766) – frankolin obrożny
- Francolinus pictus (Jardine & Selby, 1828) – frankolin malowany